# فلدسپات پتاسیم

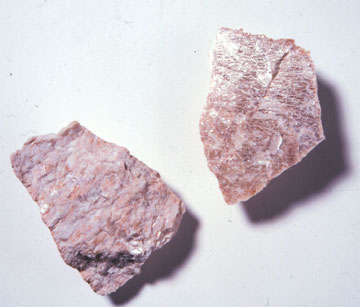

فلدسپات پتاسیم (انگلیسی: Potassium feldspar) به چندین کانی در گروه فلدسپات اطلاق می‌شود که مقدار زیادی پتاسیم در ساختار بلوری خود دارند.
- ارتوکلاز (عضو انتهایی با فرمول KAlSi3O8)، یک کانی تکتوسیلیکاتی مهم که سنگ‌های آذرین را تشکیل می‌دهد.
- میکروکلین، از نظر ترکیب شیمیایی مشابه ارتوکلاز است اما دارای ساختار بلوری متفاوتی می‌باشد.
- سانیدین، شکل دما-بالای فلدسپات پتاسیم (K,Na)(Si,Al)
4O
8
- ارتوکلاز، گونه‌ای با نظم بیشتر و دما-پایین‌تر از ارتوکلاز یا میکروکلین نیمه نامرتب.
- آمازونیت (که گاهی «سنگ آمازون» نیز نامیده می‌شود)، گونه‌ای سبزرنگ از میکروکلین.